# Wiktor Eckhaus
Wiktor Eckhaus (* 28. Juni 1930 in Iwano-Frankiwsk; † 1. Oktober 2000) war ein niederländischer Mathematiker, der sich mit Differentialgleichungen befasste. Er war Professor an der Universität Utrecht.

## Leben
Eckhaus stammte aus einer wohlhabenden Familie und wuchs in Warschau auf, der Vater leitete eine Pelz-Firma. Nach der deutschen Besetzung mussten sie sich als Juden in Polen verstecken. 1947 kam die Familie über Österreich nach Amsterdam. 1948 macht er sein Abitur an der Höheren Bürgerschule und studiert Flugzeugtechnik an der Technischen Hochschule Delft. 1953 bis 1957 arbeitet er im Nationalen Luftfahrtlaboratorium in Amsterdam und 1957 bis 1960 ist er am Massachusetts Institute of Technology, an dem er 1959 bei Leon Trilling promoviert wurde (Some problems of unsteady flow with discontinuities). 1960 wird er Maitre de Recherches an der Fakultät für Mechanik der Sorbonne. 1964 geht er als Gastprofessor an die Universität Amsterdam und das Mathematisch Centrum und 1965 wird er Professor an der TU Delft. 1972 bis zur Emeritierung 1994 war er Professor an der Universität Utrecht.
Er studierte anfangs Strömungen um Tragflügelprofile, was ihn zur Untersuchung der Stabilität von Lösungen von (schwach nichtlinearen) Differentialgleichungssystemen führte. Hier ist das Eckhaus Instabilitätskriterium und die Eckhaus Instabilität nach ihm benannt, die zum Beispiel in musterbildenden Systemen wie der Rayleigh-Benard-Konvektion als sekundäre Instabilität auftaucht. Später befasste er sich mit singulärer Störungstheorie und zuletzt befasste er sich mit Solitonengleichungen.
1983 behandelte er Canards (übersetzt Enten, bestimmte stark singuläre Schwingungs-Relaxationsphänomene) mit Standard-Methoden der Analysis, nachdem dies zuvor von Marc Diener als Beispiel für ein Problem propagiert worden war, dass nur mit Nichtstandard-Analysis behandelt werden konnte.
1987 wurde er Mitglied der Königlich Niederländischen Akademie der Wissenschaften.

## Schriften
- Studies in nonlinear stability theory, Springer Tracts in Natural Philosophy 6, 1965
- Matched asymptotic expansions and singular perturbations, North Holland 1973
- Asymptotic analysis of singular perturbations, North Holland 1979
- mit Aart van Harten: The inverse scattering transformation and the theory of solitons. An introduction, North Holland 1981
- New approach to the asymptotic theory of nonlinear oscillations and wave propagation, J. Math. Anal. Appl., 49, 1975, 575–611
- Relaxation oscillations including a standard chase on french ducks, in: Asymptotic Analysis II, Lecture Notes in Mathematics, 985, Springer 1983
- The Ginzburg-Landau manifold is an attractor, J.Nonlinear Science, 3, 1993, 329–348
- mit Eduard M. de Jager: Asymptotic solutions of singular perturbation problems for linear differential equations of elliptic type, Arch. Rat. Mech. Anal., 23, 1966, 26–86
- Witus en de jaren van angst: een reconstructie, Herausgeber Bas Lubberhuizen 1997 (Autobiografie)